# Rozita Auer
Maud Rozita Auer, född 4 augusti 1952 i Stockholm, är en svensk artist, mest känd som magdansös (orientalisk dansös). Hon har dock även framträtt bland annat som skådespelerska, jazzsångerska och koreograf.

## Biografi
Rozita Auer växte upp i Gubbängen i Stockholm. Via bekanta kom hon i kontakt med först indisk och sedan turkisk dans. Hennes första engagemang som magdansös var på Klubb Kamelen i Gamla stan i Stockholm år 1969. Vid sidan av den orientaliska dansen gick hon på Calle Flygares teaterskola. Som skådespelerska har hon medverkat i ett flertal teateruppsättningar och haft biroller i en rad filmer och TV-produktioner. Därutöver har hon bland annat medverkat i Povel Ramels Tingel Tangel på Tyrol 1989–1990. Det är dock som orientalisk dansös hon blivit mest känd, hon var pionjär i Sverige för denna konstart. Vid sidan av sina soloframträdanden har hon undervisat i orientalisk dans och verkat som koreograf.
I början av 2000-talet drabbades hon av förslitningsskador och tvingades avsluta sin danskarriär. Hon har dock fortsatt att undervisa och att koreografera. Hon framträder dessutom som jazzsångerska, ackompanjerad av sin egen instrumentalgrupp Rozita Auer Band. Hösten 2015 utkom hennes självbiografi.

## Filmografi
- 1972 – Klara Lust
- 1975 – Jorden runt på 80 dagar (TV)
- 1979 – Selambs (TV-serie)
- 1982 – Ett hjärta av guld (TV)
- 1983 – Spanarna (TV)
- 1983 – Kalabaliken i Bender
- 1990 – Tingel Tangel (TV)
- 1995 – Den täta elden (TV)
- 1997 – Flickor, kvinnor - och en och annan drake

## Teater

### Roller (urval)
| År   | Roll      | Produktion                                | Regi                | Teater                 |
| ---- | --------- | ----------------------------------------- | ------------------- | ---------------------- |
| 1970 | Dansös    | Coriolanus William Shakespeare            | Alf Sjöberg         | Dramaten               |
| 1972 | Dansös    | Don Quijote Leif Zern & Ronny Ambjörnsson | Jan-Olof Strandberg | Dramaten               |
| 1973 | Dansös    | Drottning Jag Stig Claesson               | Ingvar Kjellson     | Dramaten               |
| 1974 | Dansös    | Britannicus Jean Racine                   | Alf Sjöberg         | Dramaten               |
| 1974 | Dansös    | Peer Gynt Ibsen                           | Fred Hjelm          | Stockholms stadsteater |
| 1980 | Magdansös | Hoppla, vi lever! Ernst Toller            | Fred Hjelm          | Stockholms stadsteater |